# Peperomia opiziana
Peperomia opiziana är en pepparväxtart som beskrevs av Albert Gottfried Dietrich. Peperomia opiziana ingår i släktet peperomior, och familjen pepparväxter. Inga underarter finns listade i Catalogue of Life.